# Нижня (Ірбітський міський округ)
Ни́жня (рос. Нижняя) — присілок у складі Ірбітського міського округу Свердловської області.
Населення — 177 осіб (2010, 235 у 2002).
Національний склад населення станом на 2002 рік: росіяни — 93 %.